# Campionato francese di rugby a 15 Pro D2
Il Pro D2 (francese Championnat de France de rugby à XV Pro D2) è il campionato nazionale di seconda divisione di rugby a 15 in Francia.
Con la formula attuale la squadra prima classificata alla fine della stagione è automaticamente promossa nel campionato Top 14, mentre le squadre classificate dal 2º al 5º posto giocano i playoff per contendersi la seconda promozione. Le ultime due classificate retrocedono alla divisione inferiore.
Con l'avvento del professionismo nel 1995, il campionato francese della Prima Divisione si ristruttura e lascia il posto alla stagione 1997-1998 a due distinte competizioni di 20 club chiamati Gruppo A1 e A2. Il Gruppo A2 diventerà la stagione successiva il campionato di France Elite 2, sempre amatoriale.
L'11 novembre 1999, la seconda divisione professionale viene creata sotto l'egida della Ligue nationale de rugby: si chiama semplicemente Seconda Divisione e sarà composta da 12 club nella prima edizione, nel 2000-2001. Dalla sua seconda edizione, nel 2001-2002, si chiama Pro D21. Dal 2000 quindi il professionismo e le varie riforme dell'assetto del campionato di prima divisione (21 club nel 2001, 16 nel 2002 e 14 dal 2005) hanno contribuito ad innalzare il livello del campionato di Pro D2.
Questo campionato nasce nel 2000, ma è la continuazione del campionato D2, quella che era precedentemente considerata come seconda divisione.
Dal 2000, inoltre, fa parte, insieme al Top 14, della Ligue Nationale de Rugby, che comprende i campionati nazionali professionistici di rugby in Francia, seguiti dai campionati amatoriali, ossia il Fédérale 1, 2 e 3.

## Albo d'oro
| Ediz.   | Vincitore       | Vincitore play-off | Retrocessioni                  |
| 2000-01 | Montauban       | Nessuna            | Istres Rugby Nîmes             |
| 2001-02 | Mont-de-Marsan  | Grenoble           | US Tours Rumilly               |
| 2002-03 | Montpellier     | Brive              | Marmande RC Aubenas            |
| 2003-04 | Auch            | Bayonne            | Bègles Périgueux               |
| 2004-05 | Tolone          | Nessuna            | Pais d'Aix Limoges Périgueux   |
| 2005-06 | Montauban       | Albi               | Pais d'Aix Aurillac US Tyrosse |
| 2006-07 | Auch            | Dax                | Gaillac Colomiers              |
| 2007-08 | Tolone          | Mont-de-Marsan     | Limoges RC Blagnac             |
| 2008-09 | Racing Métro 92 | Albi               | Bourg-en-Bresse Béziers        |
| 2009-10 | Agen            | La Rochelle        | Lannemezan                     |
| 2010-11 | Lione           | Bordeaux Bègles    | Colomiers Saint-Étienne        |
| 2011-12 | Grenoble        | Mont-de-Marsan     | Bourgoin-Jallieu Périgueux     |
| 2012-13 | Oyonnax         | Brive              | Pais d'Aix Massy               |
| 2013-14 | Lione           | La Rochelle        | Auch Bourg-en-Bresse           |
| 2014-15 | Pau             | Agen               | Massy                          |
| 2015-16 | Lione           | Bayonne            | Tarbes Provenza                |
| 2016-17 | Oyonnax         | Agen               | Albi Bourgoin-Jallieu          |
| 2017-18 | Perpignano      | Grenoble           | Dax Narbonne                   |
| 2018-19 | Bayonne         | Brive              | Bourg-en-Bresse Massy          |